# 무늬박이제비나비
무늬박이제비나비는 열대성 나비이다. 한반도에서는 미접으로, 한반도의 남부 지방에 정착하여 살게 된 대형 나비다. 한반도에 자생하고 있는 지는 불분명하나, 남해안지역을 중심으로 관찰되는 지역이 증가하며, 지역에 따라 많은 개체가 관찰되어 정착종으로 취급하기도 한다. 수컷은 산꼭대기에서 나비 길을 만드는 일이 많으며, 그 정도가 산제비나비처럼 강하다. 문주란, 누리장나무 같은 꽃에 잘 날아오기도 하고, 산 주위를 배회하는 일이 많다. 귤나무가 먹이 식물이다. 일본과 인도에서부터 동남아시아 일대까지 매우 폭넓게 분포한다.

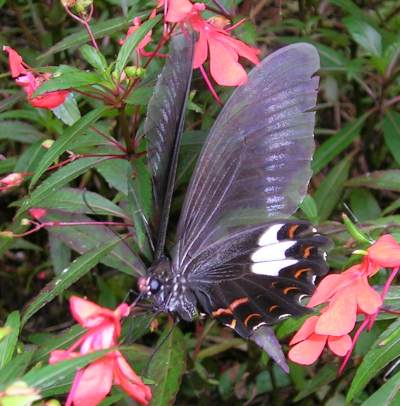
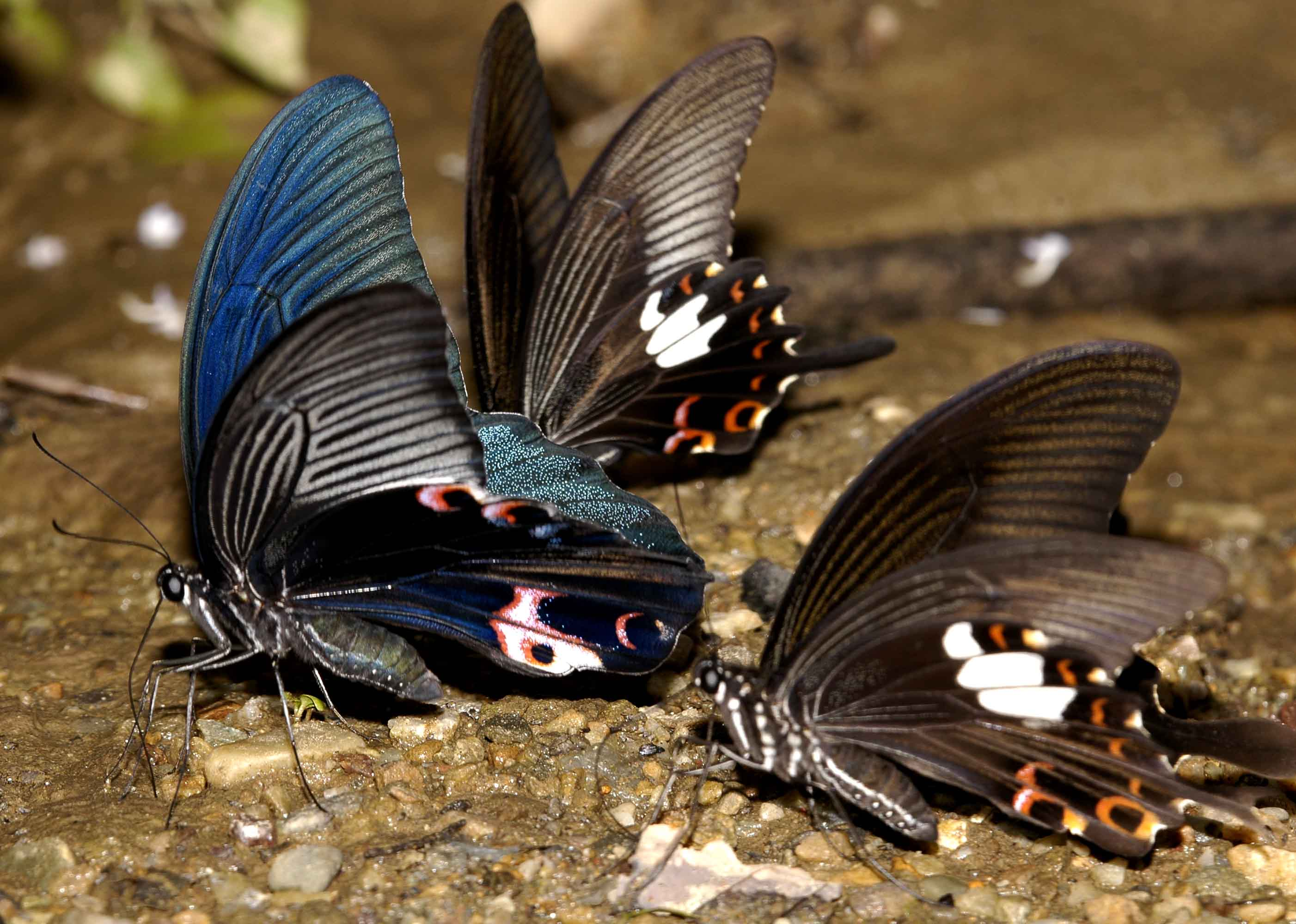
남방제비나비와 무늬박이제비나비. (오른쪽)
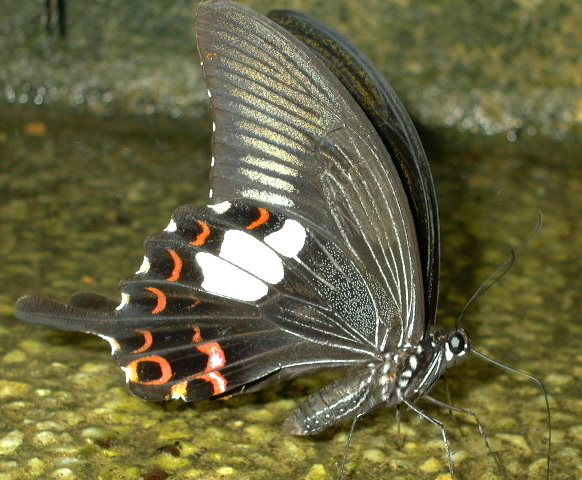
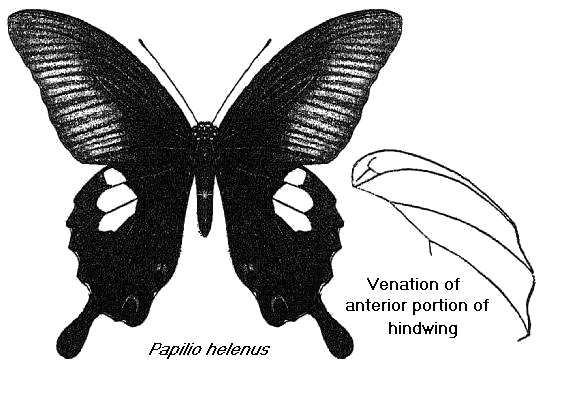
Papilio helenus bingham